# Masques, revue des homosexualités
Pour les articles homonymes, voir Masque (homonymie).
 (décembre 2017).
Masques, revue des homosexualités est une ancienne revue trimestrielle française créée en 1979, dédiée aux expressions culturelles des homosexualités, et dont la parution cesse en 1985. Elle est suive de la publication d'une revue mensuelle du même nom de décembre 1985 à mai 1986.

## Histoire
La revue provient initialement de militants homos des "Comités homosexuels d'arrondissement de Paris (CHP)", créés lors de la censure par l'Etat (police, ministère de la Culture...) de la Quinzaine de cinéma homosexuel en 1978. Elle a pour directeur de publication Jean-Pierre Joecker. Elle a publié en tout 31 numéros différents (dont des suppléments).  
Le 20 mars 1979, Joecker, Jean-Marie Combettes et Alain Lecoultre déposent le titre ; un jour plus tôt avait été organisée la première réunion générale de l'association Masques, éditeur de la revue. 
Le premier numéro est tiré à 3 000 exemplaires. Il est vendu pour la première fois à Paris, à la criée, lors du défilé du 1er mai, où se retrouve le Groupe de libération homosexuelle (GLH) chaque année depuis 1976. Une fête est ensuite organisée le 22 juin, au Bataclan, avec le groupe Les Mirabelles.
Par ailleurs, en avril 1979, sort dans les kiosques français le premier numéro du journal Le Gai Pied.
En avril 1981, les éditions Persona sont créées en parallèle de Masques.
En 1985, Masques passe d'un trimestriel à un mensuel. Cinq numéros du mensuel sont publiés jusqu'en mai 1986. Cependant, faute de moyens financiers, le 15 juin 1986 la SARL Masques est dissoute.

## Présentation

### La revue
Chaque numéro de Masques comptait 144 pages jusqu'au numéro 7 : il a oscillé ensuite entre 160 et 190 pages.
Le comité de Masques rejetait l'injonction au silence imposée par la morale bourgeoise et la séparation entre homosexuels hommes et femmes. Il militait pour une plus grande visibilité des lesbiennes et des gays. Les dossiers, surtout consacrés à des sujets de société ou d'actualité, complétaient des articles sur la littérature, l'histoire ou le cinéma, des textes littéraires inédits et des entretiens.
La revue était liée à la maison d'édition Persona (« masque » en latin) qui réédita Éparpillements de Natalie Clifford Barney, Tricks de Renaud Camus, Le Livre blanc de Jean Cocteau, le Rapport gai de 1984 ou Les Hommes au triangle rose de Heinz Heger.

### Collaborateurs
La revue comptait parmi ses collaborateurs : René de Ceccatty, Claude Courouve, Conrad Detrez, Tony Duvert, Françoise d'Eaubonne, Dominique Fernandez, Jocelyne François, Daniel Guérin, Jean-Luc Hennig, Guy Hocquenghem, Hugo Marsan, Patrick Mauriès, Geneviève Pastre, Patrick Sarfati, etc.